# Iris Graham
Iris Graham (nacida el 30 de mayo de 1985 en Campbell River, Columbia Británica, Canadá) es una actriz canadiense.

## Biografía
Empezó su carrera como actriz en el 2003. Es conocida por la serie Alienated (2003—2004) y las películas El exorcismo de Emily Rose (2004), y Horas de Horror (2005). También interpretó un papel notable en la miniserie 10,5 (2004).Desde el año 2005 Iris no ha interpretado un papel tanto en películas como en series.
Recibió 1 Nominación al Premio Leo en el 2005 por su interpretación en la película Marker (2005)..

## Filmografía

### Películas
- 2004: El exorcismo de Emily Rose
- 2005: Marker
- 2005: Bob, el mayordomo
- 2005: Horas de Horror

### Series
- 1998—2006: La clave Da Vinci (1 episodio)
- 2002—2003: El caso John Doe (1 episodio)
- 2003—2004: Alienated (22 episodios)
- 2004—2004: 10,5 (Miniserie)